# Товмачицька сільська рада
| Товмачицька сільська рада — орган місцевого самоврядування у Коломийському районі Івано-Франківської області з адміністративним центром у с. Товмачик. Історична дата утворення: в 1940 році. Водоймища на території, підпорядкованій даній раді: річки: Прут, Товмачик, Саджава, Коломийка. Сільській раді підпорядковані населені пункти: - с. Товмачик |

## Склад ради
Рада складається з 16 депутатів та голови.

### Керівний склад ради
| ПІБ                        | Основні відомості                                            | Дата обрання | Дата звільнення |
| -------------------------- | ------------------------------------------------------------ | ------------ | --------------- |
| Григорчук Віктор Дмитрович | Сільський голова, 1970 року народження, освіта, безпартійний | 26.03.2006   | 31.10.2010      |

Примітка: таблиця складена за даними джерела